# Кале (Баница)
Кале или Банишкото кале (на македонска литературна норма: Кале, Бањичко Кале) е късноантична крепост, разположена над велешкото село Баница, Северна Македония.

## Местоположение
Калето е разположено на 5 km западно от Баница, на доминантен рид със заравнен връх, който обхваща повърхност от около 2 декара.

## Описание
На рида се виждат остатъци от късноантична крепост със зидове, дълги около 150 m. Във вътрешността са разкрити развалини от зидове от много обекти, фрагменти от керамични съдове и монети. Разкрита е и раннохристиянска базилика.

## Палеонтологически открития
В 1983 година Банишкото кале е обявено за природна забележителност, тъй като във варовиковата скала има фосили от Горната креда.